# Merla ullgroga
La merla ullgroga (Turdus tephronotus) és un ocell de la família dels túrdids (Turdidae).

## Hàbitat i distribució
Habita zones àrides de matollars xèrics, a les terres baixes del centre i sud d'Etiòpia, sud de Somàlia, nord i est de Kenya i nord-est de Tanzània.